# Sydney Box
Pour les articles homonymes, voir Box.
Sydney Box est un scénariste et producteur de cinéma britannique né le 29 avril 1907 à Beckenham (Angleterre) et mort le 25 mai 1983 à Perth (Australie). Il fut marié à Muriel Box de 1935 à 1969.

## Biographie
Sydney Box est issu d'une famille relativement pauvre. Dès l'âge de 13 ans, il écrit des chroniques sportives dans le Kentish Times, puis peu à peu travaille comme pigiste pour d'autres journaux locaux, écrivant à propos de sport mais aussi de cinéma ou de théâtre. Cela lui permet dès l'âge de 17 ans de vivre de ce métier de journaliste.
À partir de 1934, ses pièces de théâtre en un acte sont jouées dans des théâtres professionnels et connaissent un succès certain. Ce qui ne l'empêche pas de devenir en même temps scénariste pour des documentaires ou des films publicitaires, tout en continuant à écrire pour des journaux comme Evening Standard.
Le déclenchement de la Seconde Guerre mondiale fait disparaître un certain nombre de ses sources de revenus, il crée alors en mars 1940 avec Jay Lewis (en) Verity Films (en), une société de production de films documentaires ou éducatifs, qui va obtenir rapidement un certain nombre de contrats avec le gouvernement britannique,.
Il commence à être producteur pour le cinéma à peu près à la même période, lorsque Clive Brook lui demande en 1942 de travailler sur On Approval,.

## Filmographie

### comme producteur
- 1937 : Au service de Sa Majesté de Raoul Walsh
- 1941 : W.V.S. (court-métrage)
- 1941 : Shunter Black's Night Off (court-métrage documentaire)
- 1941 : Telefootlers (court-métrage)
- 1942 : Jane Brown Changes Her Job (court-métrage)
- 1942 : A Way to Plough (court-métrage documentaire)
- 1942 : Men of Tomorrow (court-métrage documentaire)
- 1942 : The Sword of the Spirit (court-métrage documentaire)
- 1943 : The Flemish Farm (en) de Jeffrey Dell
- 1944 : Out of Chaos (court-métrage documentaire)
- 1944 : Don't Take It to Heart (en) de Jeffrey Dell
- 1944 : On Approval (en) de Clive Brook
- 1944 : Men of Rochdale (court-métrage)
- 1945 : Le Septième Voile de Compton Bennett
- 1945 : 29 Acacia Avenue (en) de Henry Cass
- 1946 : A Girl in a Million (en) de Francis Searle
- 1946 : The Years Between (en) de Compton Bennett
- 1947 : Jassy de Bernard Knowles
- 1947 : Holiday Camp de Ken Annakin
- 1947 : La Vengeance du docteur Joyce (en) de Lawrence Huntington
- 1947 : Dear Murderer de Arthur Crabtree
- 1947 : The Brothers de David MacDonald
- 1947 : The Man Within de Bernard Knowles
- 1948 : Quartet de Ken Annakin, Arthur Crabtree, Harold French, Ralph Smart
- 1948 : Daybreak de Compton Bennett
- 1948 : Les Ailes brûlées (en) de David MacDonald
- 1948 : Broken Journey de Ken Annakin et Michael C. Chorlton
- 1948 : Easy Money de Bernard Knowles
- 1949 : Christophe Colomb de David MacDonald
- 1949 : La Rose et l'Oreiller de Ralph Thomas
- 1950 : Si Paris l'avait su de Antony Darnborough et Terence Fisher
- 1952 : The Happy Family de Muriel Box
- 1953 : Street Corner de Muriel Box
- 1954 : Le Vagabond des îles de Muriel Box
- 1954 : Le Cargo de la drogue (Forbidden Cargo) de Harold French
- 1955 : L'Emprisonné de Peter Glenville
- 1956 : Eyewitness de Muriel Box
- 1957 : The Truth About Women de Muriel Box
- 1958 : Froid dans le dos de Charles Crichton
- 1959 : Larry agent secret (en) de Alvin Rakoff
- 1959 : Cri d'angoisse de Muriel Box
- 1960 : Too Young to Love de Muriel Box
- 1961 : The Night We Dropped a Clanger (en) de Darcy Conyers
- 1967 : Plus féroces que les mâles de Ralph Thomas

### comme scénariste
- 1935 : Alibi Inn de Walter Tennyson
- 1936 : Sweet Success (court-métrage)
- 1941 : The Roots of Victory (court-métrage documentaire)
- 1945 : Le Septième Voile de Compton Bennett
- 1945 : 29 Acacia Avenue (en) de Henry Cass
- 1946 : A Girl in a Million (en) de Francis Searle
- 1946 : The Years Between (en) de Compton Bennett
- 1947 : When the Bough Breaks (en) de Lawrence Huntington
- 1947 : Holiday Camp de Ken Annakin
- 1947 : Dear Murderer de Arthur Crabtree
- 1947 : The Brothers de David MacDonald
- 1947 : The Man Within de Bernard Knowles
- 1948 : Le Mystère du camp 27 de Terence Fisher
- 1948 : Here Come the Huggetts de Ken Annakin
- 1948 : The Blind Goddess (en) de Harold French
- 1948 : Daybreak de Compton Bennett
- 1948 : Les Ailes brûlées (en) de David MacDonald
- 1948 : Easy Money de Bernard Knowles
- 1949 : Christophe Colomb de David MacDonald
- 1952 : The Happy Family de Muriel Box
- 1953 : Street Corner de Muriel Box
- 1954 : Le Vagabond des îles de Muriel Box
- 1954 : Le Cargo de la drogue (Forbidden Cargo) de Harold French
- 1957 : The Truth About Women de Muriel Box
- 1957 : L'Étranger amoureux (The Passionate Stranger) de Muriel Box
- 1960 : Too Young to Love de Muriel Box

## Récompenses
- Oscars du cinéma 1947 : Oscar du meilleur scénario original pour Le Septième Voile, conjointement avec Muriel Box